# Noah Awassi
Noah Montheo Awassi (* 10. März 1998 in Dresden) ist ein deutsch-beninischer Fußballspieler.

## Karriere
Er begann mit dem Fußballspielen in seiner Heimatstadt bei Dynamo Dresden. Nachdem er dort zu keinen Einsätzen im Seniorenbereich gekommen war, wechselte er zur Winterpause 2017/18 in die Regionalliga Nordost zum FSV Union Fürstenwalde. Bereits ein halbes Jahr später erfolgte sein Wechsel zum Drittligisten Sportfreunde Lotte. Dort kam er auch zu seinem ersten Einsatz im Profibereich, als er am 6. Oktober 2018, dem 11. Spieltag, beim 2:2-Unentschieden gegen Eintracht Braunschweig in der Startformation stand. Im Sommer 2019 wechselte dann er in die Regionalliga Nordost zum SV Babelsberg 03 und ein Jahr später ging Awassi in die Regionalliga West zur zweiten Mannschaft des FC Schalke 04. Am 18. August 2021 gab der belgische Zweitligist Royal Excelsior Virton die Verpflichtung des Abwehrspielers bekannt. Für Virton absolvierte er zwei Partien in der Division 1B.
Im Februar 2022 wechselte Awassi zum österreichischen Zweitligisten FC Dornbirn 1913, bei dem er einen bis Juni 2022 laufenden Vertrag erhielt. Für Dornbirn kam er bis zum Ende der Saison 2021/22 zu zwölf Einsätzen in der 2. Liga. Nach seinem Vertragsende bei den Vorarlbergern kehrte er zur Saison 2022/23 nach Deutschland zurück und wechselte zum Regionalligisten FSV Frankfurt. Dort gewann er in seiner ersten Spielzeit den Hessenpokal durch einen 7:5-Sieg im Elfmeterschießen über den TSV Steinbach Haiger. Zur Saison 2024/25 wechselte er in die Regionalliga Bayern zu den Würzburger Kickers und absolvierte dort bis Saisonende 17 Ligaspiele. Anschließend ging der Abwehrspieler im Sommer 2025 weiter zu Eintracht Trier, der in der Regionalliga Südwest antritt. 

## Erfolge
- Hessenpokalsieger: 2023